# Seghedino
Seghedino (AFI: /seɡeˈdino/; in ungherese Szeged /ˈsɛɡɛd/ , in tedesco Szegedin, in serbo Сегедин, Segedin, in rumeno Seghedin) è una città ungherese. Con 160 766 abitanti (2019) è la terza città più grande dell'Ungheria, si trova nel sud del Paese, vicino al confine con Serbia e Romania, alla confluenza dei fiumi Maros e Tibisco. È sede del governo della contea di Csongrád-Csanád.

## Geografia fisica
La città è collegata alla rete ferroviaria e a quella autostradale e dista 170 chilometri da Budapest.
Seghedino è la città ungherese più soleggiata: con più di 2 000 ore di sole all'anno si è conquistata l'appellativo di città dei raggi solari.

## Storia
Fondata dai Romani con il nome latino di Partiscum, fu centro dei commerci tra le province romane della Pannonia inferiore e della Dacia con le popolazioni dei Daci liberi e dei sarmati Iazigi, oltre probabilmente a forte militare ausiliario fin dalla conquista della Dacia (dal 106-107).
La città era stata praticamente distrutta da una gravissima inondazione del Tibisco nel 1879. Il 95% degli edifici andò distrutto. Grazie ad aiuti finanziari internazionali, Seghedino fu riprogettata e praticamente ricostruita, con ampie piazze e bellissimi edifici eclettico-secessionistici. 

## Monumenti e luoghi d'interesse

### Architetture religiose
- Cattedrale di Nostra Signora d'Ungheria, eretto nel 1930 in stile neo-romanico, è in grado di ospitare 5000 persone.
- Chiesa ortodossa serba di San Nicola
- Sinagoga nuova di Seghedino, costruita nel 1902, è per grandezza la quarta sinagoga al mondo.

## Cultura
La città è sede di un'importante sede universitaria (la Szegedi Tudományegyetem) e ospita una numerosa popolazione studentesca. In particolare è sede di uno dei più importanti poli di ricerca agraria dell'Europa centro-orientale e anche di un attivo centro culturale italiano. Nella città si trova uno dei più grandi teatri d'Ungheria, il Teatro Nazionale di Seghedino (sezione lirica, sezione di dramma, il Balletto Contemporaneo di Seghedino) e una delle più grandi orchestre ungheresi, l'Orchestra Sinfonica di Seghedino (con 99 elementi). La città è divisa dal fiume Tibisco in due parti: Seghedino, la città storica e Újszeged, la Nuova Seghedino, sede di impianti sportivi e quartieri residenziali. Le due parti della città sono collegate da due ponti: il Belvárosi híd (ponte Belvárosi) e il Bertalan híd (ponte Bertalan). L'altro fiume della città, il Maros, lambisce la parte orientale di Újszeged.

## Infrastrutture e trasporti

### Strade
La principale via d'accesso alla città sono l'autostrada M5 che unisce Budapest alla frontiera serba e l'autostrada M43 da Seghedino raggiunge il confine romeno e la città di Arad. 

### Ferrovie
Seghedino è servita una propria stazione dalla quale dipartono linee per Budapest, Békéscsaba e la città serba di Subotica.

### Trasporto pubblico

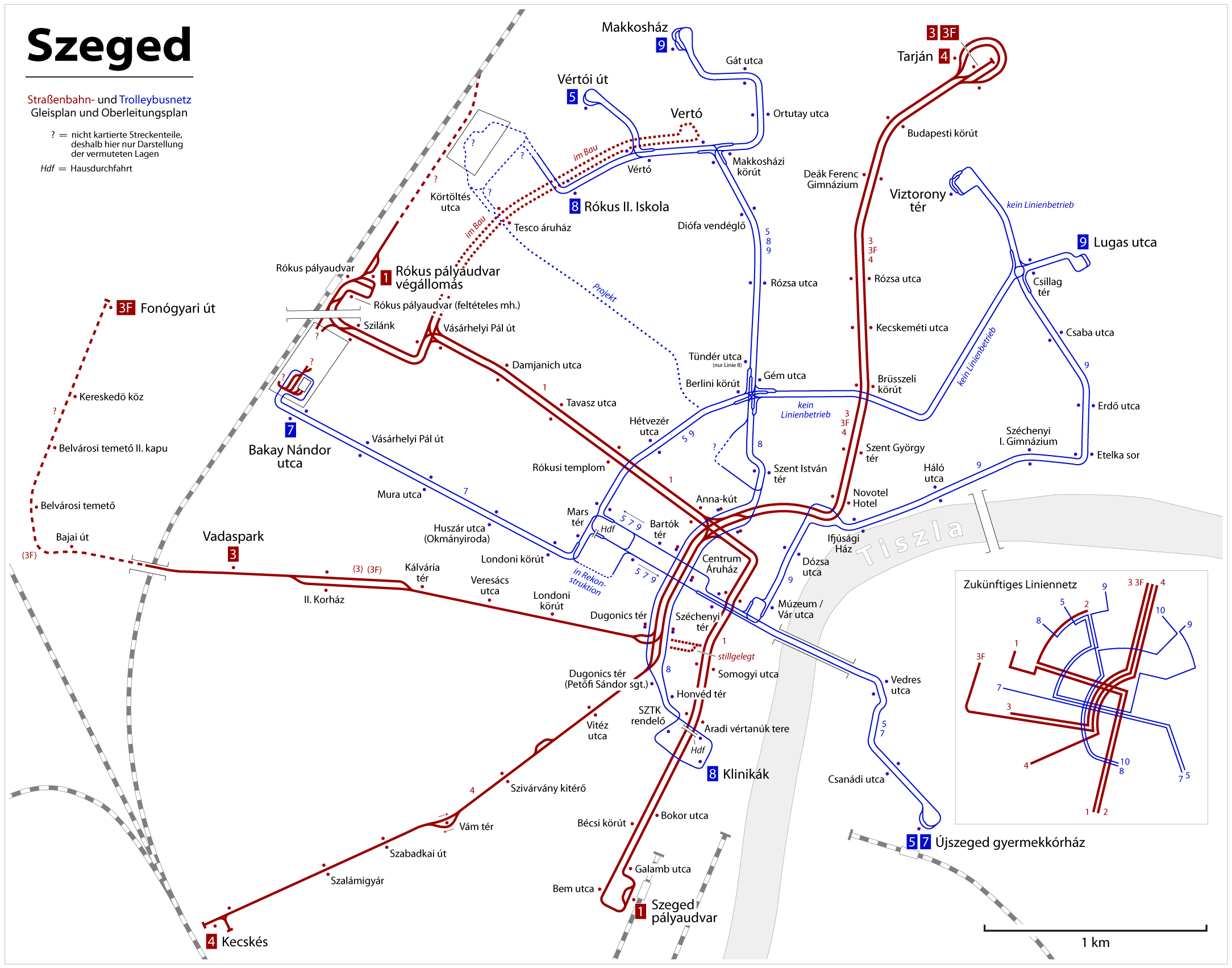
Mappa delle linee di tram e bus di Seghedino.

La Szegedi Közlekedési Társaság, nota anche con la sigla SzKT, è l'azienda ungherese che attualmente svolge il servizio di trasporto pubblico filotranviario in città, mentre i collegamenti autobus sono affidati alla Tisza Volán.

## Amministrazione

### Gemellaggi
- Rachiw, dal 1939
- Odessa, dal 1956
- Nizza, dal 1969
- Turku, dal 1971
- Cambridge, dal 1987
- Timișoara, dal 1988
- Parma, dal 1988
- Darmstadt, dal 1990
- Toledo, dal 1990
- Târgu Mureș, dal 1997
- Liegi, dal 2001
- Cattaro, dal 2002
- Łódź
- Subotica
- Weinan
- Larnaca
- Pola